# 浜松市立高台中学校
浜松市立高台中学校（はままつしりつ たかだいちゅうがっこう）は、静岡県浜松市中央区住吉五丁目にある市立中学校。

## 概要
- 通称、高台中もしくは高中。
- 学校の名前のとおり高台の端にあり天竜川の東にある磐田原台地も見ることが出来る。
- 航空自衛隊浜松基地に近いため、防衛施設周辺における防音工事補助事業の対象となっている。

## 沿革
- 1949年8月 - 曳馬中学校として開校
- 1961年4月 - 北部中学校へ統合
- 1962年4月 - 浜松市立北部中学校住吉校より分離独立し、浜松市立高台中学校として開校。
- 1973年3月 - 体育館を竣工。
- 2001年 - 創立40年記念式典を挙行。
- 2007年 - 本校舎の耐震工事完了。

## 学校行事
- 4月
  - 入学式・始業式
  - 修学旅行（3年）
- 5月
- 6月
  - 自然体験学習（2年）
  - 基礎学力チャレンジ検定第1回

- 9月 
  - 体育大会
- 10月
  - 基礎学力チャレンジ検定第2回
  - 合唱コンクール

福祉体験学習（1年）
- 1月
  - 地域奉仕活動
  - 基礎学力チャレンジ検定第3回
- 3月
  - 卒業式・修了式

## 部活動
運動部
- バスケットボール（男・女）
- バレーボール（男・女）
- 卓球（男・女）
- 陸上
- 野球
- ソフトボール
- サッカー
- 水泳
- 剣道
- 柔道
- テニス（男・女）
- 駅伝

文化部
- 吹奏楽
- 美術
- 華道
- 科学
- パソコン

## 学区
- 幸一〜二丁目・幸三丁目(1番1号〜17番44号、18番1号〜25号)・幸四丁目〜五丁目・萩丘一〜五丁目・小豆餅一〜四丁目・泉町・泉一〜四丁目・住吉一〜五丁目

### 学区内の学校
- 浜松市立萩丘小学校
- 浜松市立泉小学校
- 浜松市立城北小学校
- 静岡県立浜松聴覚特別支援学校
- 静岡県立浜松城北工業高等学校
- 浜松学院大学住吉キャンパス・浜松学院大学短期大学部

## 交通
- 遠鉄バス - 浜松駅バスターミナル13番のりばから「市役所 山の手 医大」行に乗車し、「城北工高」バス停にて下車。
- 遠州鉄道鉄道線 - 新浜松駅から曳馬駅（最寄駅）にて下車。

## 著名な関係者

### 出身者
- 安間貴義 - 元サッカー選手、指導者
- 清水和男 - 元プロサッカー選手、指導者
- 島野学 - 元プロサッカー選手
- 福富信也 - サッカー指導者、トレーニング講師、作家
- 島沢翔哉 - 実業家、教育者、サッカー指導者
- 中村宝子 - 陸上競技選手 短距離
- 松岡ジョナタン - プロサッカー選手